# Лорънс Стивън Лоури
Лорънс Стивън Лоури (на английски: Lawrence Stephen Lowry) е английски художник. От 1910 до 1952 е чиновник в компания за търговия с недвижими имоти, като в свободното си време рисува. В края на 30-те години започва да придобива известност с характерните си индустриални пейзажи.